# Matthias Schlicht
Matthias Schlicht (* 3. Mai 1967) ist ein ehemaliger deutscher Sprinter und war bis Anfang 2013 Englisch- und Erdkundelehrer am Heinrich-Heine-Gymnasium (Kaiserslautern), dann wurde er nach Berlin versetzt.
Bei den Europameisterschaften 1986 in Stuttgart schied er über 100 Meter im Vorlauf aus.
1989 gewann er über 60 Meter Silber bei den Halleneuropameisterschaften in Den Haag und wurde Sechster bei den Hallenweltmeisterschaften in Budapest.
Jeweils in der Halle wurde er 1987 Deutscher Vizemeister und 1989 sowie 1993 Deutscher Meister über 60 Meter.
Matthias Schlicht startete für den OSC Berlin.

## Persönliche Bestzeiten
- 60 m (Halle): 6,58 s, 18. Februar 1989, Den Haag
- 100 m: 10,35 s, 20. Juni 1987, Berlin